# 경산 정원용 의대
경산 정원용 의대(經山 鄭元容 衣帶)는 서울특별시 종로구, 국립민속박물관에 있는 조선시대의 복식 유물이다. 1968년 12월 12일 대한민국의 국가민속문화재 제13호로 지정되었다.

## 개요
정원용(1783∼1873)은 조선 후기의 문신으로 순조 2년(1802) 문과에 급제한 후 승진을 거듭하여 우의정이 되고 좌의정을 거쳐 영의정까지 올랐다. 정원용의대로 지정된 유품으로는 조복 3점, 상 1점, 후수 1점, 패옥 1점, 홀 2점, 청초의 1점, 대례복 1점, 구군복 2점, 전복 3점, 제복 1점, 구군복대 2점, 술 4점, 장도 1점, 호패 7점 등이 있다.
조복은 관복의 하나로 왕이나 신하가 천자에 나아갈 때 입는 옷이라는 뜻에서 유래되었으며, 다른 말로 ‘금관조복’이라고도 한다. 상(裳)이란 제복이나 조복 밑에 받쳐입는 치마 형태의 옷이다. 후수는 제복이나 조복 등을 입을 때 뒤쪽에 늘어뜨리던 수놓은 천으로, 관리의 등급을 나타냈다. 패옥은 법복이나 조복 및 제복을 입을 때 양옆으로 달았던 옥(玉)으로 중국에서 유래되었다. 홀은 신하들이 왕을 뵐 때 손에 쥐는 물건으로, 왕의 가르침이나 임금에게 올리던 글을 잊지 않으려고 사용하였으나, 후에는 의례용으로 제도화되었다.
청초의는 삶아서 익히지 않은 푸른색의 명주실로 만든 옷으로 1품에서 9품까지 입었던 제복이다. 대례복은 국가의 중대한 의식 때 착용하였다. 구군복은 조선시대 문관과 무관들이 갖추어 입던 군복이며, 구군복대는 허리띠이다. 전복은 다른 말로 ‘답호’라고 하며, 소매, 무, 앞섶이 없고 뒤솔기가 허리 아래로 트여있다.
제복은 왕이 종묘사직 등에 제사 지낼 때 함께 참여한 신하들이 입었던 옷으로 머리에는 양관을 쓰고 푸른색 청초의를 입었다. 술은 여러 가지 색깔로 물들인 명주실로 노리개에 사용된다. 장도는 몸에 지니는 칼로 남자는 저고리 고름이나 허리띠에 차고, 여자는 치마속 허리띠에 차거나 노리개에 연결하여 가지고 다녔다. 호패는 호구 파악, 유민 방지 등의 목적으로 조선시대 16세 이상의 남자에게 발급한 것으로 이 유물은 상아 ·황양목 ·배나무 ·흑각 등으로 된 호패 7점이다.
경산정원용의대로 지정된 유물들은 조선 후기의 생활상과 복식을 연구하는데 귀중한 자료이다.

## 같이 보기
- 정원용

## 참고 자료
- 경산 정원용 의대 - 국가유산청 국가유산포털